# The Alarm
The Alarm é um filme mudo norte-americano de 1914, do gênero comédia, dirigido e estrelado por Roscoe "Fatty" Arbuckle. O filme foi produzido por Mack Sennett e Estúdios Keystone e distribuído pela Mutual Film Corporation.

## Elenco
- Roscoe "Fatty" Arbuckle
- Minta Durfee
- Hank Mann
- Mabel Normand
- Al St. John